# Drama - Anjo Exterminado
Drama - Anjo Exterminado é o quinto álbum de estúdio da cantora brasileira Maria Bethânia, lançado em 1972 pela Philips Records. O disco foi produzido pelo seu irmão Caetano Veloso. Como em um espetáculo de teatro, o álbum é dividido em atos. As seis primeiras faixas do álbum fazem parte do primeiro ato. As seis últimas fazem parte do segundo ato. O álbum ao vivo Drama - Luz da Noite constitui-se inteiramente como o terceiro ato.

## Faixas
| N.º | Título                         | Música                                         | Duração |  |
| 1.  | "Ponto"                        | Tradicional                                    | 0:15    |  |
| 2.  | "Esse Cara" / "Bodas de Prata" | Caetano Veloso - Roberto Martins / Mário Rossi | 4:00    |  |
| 3.  | "Volta Por Cima"               | Paulo Vanzolini                                | 2:33    |  |
| 4.  | "Bom Dia"                      | Herivelto Martins / Aldo Cabral                | 2:58    |  |
| 5.  | "Anjo Exterminado"             | Jards Macalé / Waly Salomão                    | 1:56    |  |
| 6.  | "Maldição"                     | Alfredo Duarte / Armando Vieira Pinto          | 4:32    |  |
| 7.  | "Iansã"                        | Gilberto Gil / Caetano Veloso                  | 2:30    |  |
| 8.  | "Trampolim"                    | Caetano Veloso / Maria Bethânia                | 2:52    |  |
| 9.  | "Negror dos Tempos"            | Caetano Veloso                                 | 3:35    |  |
| 10. | "O Circo"                      | Batatinha                                      | 2:15    |  |
| 11. | "Estácio Holly Estácio"        | Luiz Melodia                                   | 1:58    |  |
| 12. | "Drama"                        | Caetano Veloso                                 | 2:57    |  |